# Jah
Pour les articles homonymes, voir JAH et Yah.

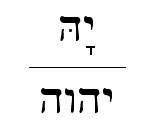
Yah et le Tétragramme Yahvé

Jah ou Yah (en Hébreu: יָהּ, Yāh) est la forme courte de יהוה YHWH, les quatre lettres formant le tétragramme, le nom personnel de Dieu utilisé par les anciens Israélites et les Juifs modernes et qu'il est interdit de prononcer. Jah est donc l'un des noms que porte Dieu pour les juifs et les chrétiens.
Cette forme courte se retrouve 50 fois dans la bible hébraïque, dont 24 fois dans l'expression composée « alléluia », qui vient de l'hébreu halelou-Yah, « louez Yah ! ».

## Étymologie
Le nom du Dieu national des royaumes d'Israël (Samarie) et de Judée est, dans le Tanakh, יהוה (YHWH) . La forme courte Yah est mentionnée dans l'Exode (15:12 et 17:16), les Psaumes (89:9), et, possiblement, dans le Cantique des cantiques (8:6), ainsi que dans l'expression « Alléluia » (Halelu-Yah). Le nom YHWH est aussi incorporé dans plusieurs noms théophores ; cependant, dans la plupart des cas, le nom hébreu utilise le suffixe -yāhū, pas -yāh. Cela n'empêche pas que de nombreux noms en -yāhū soient traduits sans le -ū final, comme dans le cas de Elie/Elijah (ʾĒlīyyāhū) ou de Hezekiah (H̱īzəqīyyahū), ou bien l'existence de noms hébreux qui utilisent la forme -yāh, comme Yedidyah, Malkiyah, ou encore Adonias (Adoniyah).

## Utilisation dans le judaïsme
Ce nom est peu présent dans le Tanakh (50 occurrences en comptant les expressions composées, contre 5410 occurrences du Tétragramme), et est donc assez peu utilisé dans le judaïsme, qui privilégie Élohim (Dieu) ou Adonaï (mon Seigneur), HaShem (Le Nom) ou YHWH (substitué à l'oral par Adonaï ou HaShem, selon les contextes, le Tétragramme n'étant jamais prononcé dans le judaïsme). 
Se trouvant dans le Tanakh, il a cependant une valeur religieuse reconnue. Il se retrouve notamment dans la liturgie juive. Il apparait dans le Cantique de la mer, récité quotidiennement pendant l'office matinal, dans le Hallel, récité lors des Trois Fêtes de Pèlerinage, à Hanukkah, à Rosh 'Hodesh, et pendant le Séder de Pessa'h. 
De plus, Yah Ribbon Olam (« Yah, Maître de l'Univers »), rédigé en araméen au XVIe siècle par le poète Yisrael Najara, est l'un des chants de tables (zemirot) les plus populaires du Judaïsme. Chez les séfarades, Yah Shimkha (« Yah est Ton Nom ») est chanté pendant l'office du matin de Rosh haShana. Attribué à Yehudah HaLevi, les vers de ce poème forment, en acrostiche, le nom Yehudah.

## Utilisation chez les rastafari
Sous sa graphie latine « Jah », le terme est le nom utilisé pour désigner Dieu dans la foi rastafari (les rastas disent même « Jah rastafari »). Bien que le j de Jah translittère originellement la consonne spirante palatale voisée (en hébreu, י « yod »), la prononciation rastafari est /ˈdʒɑː/.
Les rastafaris considèrent Hailé Sélassié Ier d'Éthiopie comme  « Jah »  sur Terre, à la suite d'une prophétie du révérend James Morris Webb que l'on attribue parfois à tort[réf. nécessaire] à Marcus Garvey annonçant la venue d'un « roi noir africain ». Le couronnement très médiatisé de Tafari Mekonnen comme negus negest le 2 novembre 1930, sous le nom de « Hailé Sélassié Ier (pouvoir de la trinité), roi des rois, seigneur des seigneurs, lion conquérant de la tribu de Judah, élu de Dieu, lumière de ce monde, défenseur de la foi » apparaît comme la réalisation de cette prophétie.

## Utilisation chez les African Hebrew Israelites of Jerusalem
Sous une autre graphie latine, Yah, le terme est devenu le nom communément utilisé pour désigner Dieu dans la foi des African Hebrew Israelites of Jerusalem, une religion nationaliste noire Black hebrew originaire des États-Unis, et dont beaucoup de membres vivent aujourd'hui en Israël.
Les adeptes se considèrent comme des descendants des Israélites de l'ancienne tribu de Juda.